# Марьино-Колодцевский сельсовет
Ма́рьино-Коло́дцевский сельсове́т — упразднённое муниципальное образование в составе Минераловодского района Ставропольского края Российской Федерации.
Административный центр — село Марьины Колодцы.

## История
- 1922 год — образование Марьино-Колодцевского сельсовета[5].
- 1924 год — Марьино-Колодцевский сельсовет входит в состав Минераловодского района[5].
- Законом Ставропольского края от 28 мая 2015 года № 51-кз[3], все муниципальные образования, входящие в состав Минераловодского муниципального района Ставропольского края (Минераловодского территориального муниципального образования Ставропольского края) — городские поселения Минеральные Воды, посёлок Анджиевский, сельские поселения Гражданский сельсовет, село Греческое, Левокумский сельсовет, Ленинский сельсовет, Марьино-Колодцевский сельсовет, село Нагутское, Нижнеалександровский сельсовет, Первомайский сельсовет, Перевальненский сельсовет, Побегайловский сельсовет, Прикумский сельсовет, Розовский сельсовет и Ульяновский сельсовет были преобразованы, путём их объединения, в Минераловодский городской округ.

## География
Территория Марьино-Колодцевского сельсовета располагалась в северо-восточной части Минераловодского района. Площадь территории составляла 16390 га.

## Население
| 1989 | 2002  | 2010  | 2011  | 2012  | 2013  | 2014  | 2015  |
| ---- | ----- | ----- | ----- | ----- | ----- | ----- | ----- |
| 2630 | ↗3086 | ↗3156 | ↘3151 | ↘3134 | ↗3147 | ↗3148 | ↘3105 |

## Состав сельского поселения
До упразднения Марьино-Колодцевского сельсовета в состав его территории в административном отношении входили 6 населённых пунктов:
| № | Населённый пункт | Тип населённого пункта       | Население |
| - | ---------------- | ---------------------------- | --------- |
| 1 | Безивановка      | хутор                        | ↘100      |
| 2 | Весёлый          | хутор                        | ↗200      |
| 3 | Марьины Колодцы  | село, административный центр | ↘1944     |
| 4 | Старотарский     | хутор                        | ↗200      |
| 5 | Сухая Падина     | хутор                        | ↘300      |
| 6 | Утренняя Долина  | хутор                        | ↘57       |

## Органы власти
Представительный орган Марьино-Колодцевского сельсовета — Дума Марьино-Колодцевского сельсовета — состоял из 10 депутатов, избираемых на муниципальных выборах по многомандатным избирательным округам.